# كاتو توم أندرسن
كاتو توم أندرسن (بالنرويجية البوكمول: Cato Tom Andersen)‏ هو لاعب هوكي جليد نرويجي، ولد في 10 يونيو 1959 في أوسلو في النرويج.

## وصلات خارجية
- كاتو توم أندرسن على موقع EliteProspects.com (الإنجليزية)
- كاتو توم أندرسن على موقع أوليمبيديا (الإنجليزية)